# Родольфо (кардинал)
Родольфо (Rodolfo) — католический церковный деятель XII века. На консистории 1143 года был провозглашен кардиналом-дьяконом с титулом церкви Санта-Лючия-ин-Септисолио. Участвовал в выборах папы 1144 (Луций II), 1145 (Евгений III), 1153 (Анастасий IV), 1154 (Адриан IV) и 1159 (Александр III) годов.